# Парни что надо
«Парни что надо» (англ. The Right Stuff) — американский художественный фильм, поставленный режиссёром Филипом Кауфманом по одноимённой книге Тома Вулфа (1979), основанной на реальных событиях. Лента рассказывает об экспериментальных высокоскоростных исследованиях на базе ВВС «Эдвардс» и о лётчиках, которых выбрали для первых пилотируемых космических полётов на кораблях «Меркурий». В фильме показаны не только астронавты, но и их семьи, непростые отношения с жёнами, а также судьба пилота Чака Йегера, по мнению всех, лучшего из пилотов, но не принятого в отряд астронавтов.
Фильм вышел в прокат в США 21 октября 1983 года.

## Сюжет
1947 год, база ВВС США Эдвардс. Секретный ракетный самолёт X-1 готовится впервые в мире преодолеть звуковой барьер. Несколько пилотов уже погибло на этих испытаниях. Отважный пилот, герой войны Чарльз Йегер должен лететь на X-1, но прогуливаясь с женой на лошадях сталкивается с деревом и ломает себе несколько костей. Тем не менее, воля к победе заставила его подняться, продолжить полёты и первым в мире преодолеть звуковой барьер.
1953 год. Происходит отбор лучших из лучших. Появляются новые «лучшие»: Гордон Купер, Гас Гриссом. Возникает конкуренция. Жена Купера боится за жизнь мужа и постоянно спорит с ним. Позже она с этим смирилась, и убеждает в том же и других жён. Отважных лётчиков начинает повсюду преследовать пресса, а начальство объясняет им, что без прессы не будет финансирования.
1957 год. В СССР запущен первый спутник. Американские учёные и военные в смятении. Начинается «Космическая гонка». Было решено начать набор астронавтов из лётчиков на базе Эдвардс. Йегер с самого начала настроен против космической программы, и его не берут в отряд. Всего отобрано 7 будущих астронавтов. Они присутствуют на нескольких запусках беспилотных космических кораблей, но почти все ракеты взрываются на старте или вскоре после старта, что говорит о большой опасности первых полётов.
Йегер в это время продолжает опасные эксперименты на ракетных самолётах, берёт очередной рекорд высоты и скорости. В одном из полётов он свалился в плоский штопор и едва не погиб.
1961 год. Фильм переходит к рассказу о проекте «Меркурий». 15-минутный суборбитальный полёт Шепарда был первым американским прыжком в космос, и после его успешного завершения Шепард получил национальное признание. В фильме показан забавный эпизод, который был и в реальности — Шепард перед полётом выпил много кофе, но его скафандр не был оборудован «туалетом», так как полёт предполагался 15-минутным. Однако до старта Шепард просидел в ракете более четырёх часов, и чтобы не срывать старт, руководство разрешило ему мочиться «в штаны». Панику, возникшую у медиков, у которых начали зашкаливать датчики, унял руководитель полёта, просто сказав сквозь улыбку: «Всё нормально, продолжаем работать».
Вскоре в аналогичный полёт отправляется Гриссом, этот полёт омрачён рядом серьёзных неприятностей, в частности, при посадке капсула спустилась в волны, которые захлестнули рано открывшийся люк, и капсула вскоре затонула. Гриссому удалось выбраться, но вопрос, не по его ли вине произошла авария, остался. В конце концов, его признали невиновным.
И США, и СССР используют опыт немецких инженеров и учёных. Этот момент с юмором обыгран в фильме, когда сенатор Линдон Джонсон спрашивает после запуска первого спутника: «Это ИХ [Советские] немецкие инженеры помогли им вырваться вперёд?» Немецкий учёный (собирательный образ, похожий на Вернера фон Брауна) ответил: «Ну что Вы, сенатор, НАШИ немцы лучше ИХ». Позже Джонсон развил инициативу Кеннеди, создал НАСА и фактически выиграл лунную гонку.
Далее идут орбитальные запуски «Меркурия», начиная с Гленна и заканчивая Купером. На фоне «холодной войны» и космической конкуренции нам показывают непростые отношения в семьях астронавтов. В частности, пресса постоянно мусолила врождённое заикание жены Гленна, так что ему даже пришлось вмешаться для защиты её чести. Полёт Гленна также не прошёл без неприятностей — были проблемы с теплозащитой, пресса также смаковала это, но всё закончилось благополучно, и Гленн стал самым известным героем со времён полёта Чарльза Линдберга.
Фильм завершается последним запуском «Меркурия» — Гордон Купер успешно стартовал в мае 1963 и стал последним американцем, полетевшим в одиночку.

## В ролях
- Сэм Шепард — Чарльз Йегер
- Скотт Гленн — Алан Шепард
- Эд Харрис — Джон Гленн
- Деннис Куэйд — Гордон Купер
- Фред Уорд — Гас Гриссом
- Барбара Херши — Гленнис Йегер
- Ким Стэнли — Панчо Барнс
- Вероника Картрайт — Бетти Гриссом
- Памела Рид — Труди Купер
- Скотт Уилсон — Скотт Кроссфилд
- Скотт Полин — Дик Слейтон
- Чарльз Фрэнк — Скотт Карпентер
- Ланс Хенриксен — Уолтер Ширра
- Доналд Моффэт — Линдон Джонсон
- Левон Хелм — Джек Ридли, от автора
- Мэри Джо Дешанель — Анни Гленн
- Кэти Бейкер — Луиза Шепард
- Микки Крокер — Мардж Слейтон
- Сьюзан Кейз — Рене Карпентер
- Митти Смит — Джо Ширра
- Эрик Севарейд — Эрик Севарейд
- Вильям Рас — Слик Гулдин
- Чак Йегер — Фред, бармен из Панчо
- Джефф Голдблюм — вербовщик НАСА
- Хэрри Ширер — вербовщик НАСА
- Пегги Дэвис — Салли Рэнд
- Дэвид Кленнон
- Ройал Дэйно
- Джон Денер

В фильме присутствовал ряд камео в основном из документальной хроники:
- Юрий Гагарин
- Никита Хрущёв
- Николай Булганин
- Георгий Маленков
- Анастас Микоян
- Климент Ворошилов
- Джон Ф. Кеннеди
- Линдон Джонсон
- Эд Салливан

## Производство
В 1979 году независимые продюсеры Роберт Чартофф и Ирвин Уинклер купили права на экранизацию романа Тома Вульфа. Они наняли Уильяма Голдмана написать сценарий, но его версия была сосредоточена на астронавтах, и в ней не было Чака Йегера. Тогда за сценарий взялся будущий режиссёр фильма Филипп Кауфман. Голдман ушёл из проекта, автор романа также не захотел участвовать в написании сценария. Кауфман за полтора месяца написал собственный сценарий, уже с Йегером, так как, по его мнению, если говорить о первых астронавтах, то их история неразрывно связана с Йегером.
После провала фильма «Врата рая» студия активизировала работы над фильмом «Парни что надо», выделив 17 млн долларов. Итоговый бюджет составил около 27 млн долларов.
Актёр Эд Харрис дважды пробовался на роль Гленна: в первый раз продюсерам показалась неважной работа актёра перед камерой.
Большую часть фильма сняли на авиабазе Гамильтон к северу от Сан-Франциско.
Чак Йегер был нанят в качестве технического консультанта на съёмках фильма. Он учил актёров летать, изучал раскадровки и спец.эффекты, указывал на ошибки.
Кауфман дал актерам, играющим семерых астронавтов, обширную коллекцию видеокассет для изучения и подготовки к роли.
На съёмках использовалось множество как масштабных, так и полноразмерных моделей самолётов. Первые отснятые спецэффекты получились слишком натуральными, и пришлось искусственно ухудшать кадры, чтобы это было похоже на реальные съёмки первых репортажей НАСА. Тем не менее, Кауфман был неудовлетворён результатом, и распустил почти всю команду, занимающуюся спецэффектами. В итоге, спецэффекты начали почти с нуля, используя такие нетрадиционные методы, как запуск с горы модели на корде, или дымовые машины, имитирующие облака, или запуск модели F-104 из большой рогатки и съёмка полёта сразу с 4-х камер.
Виды Земли с высоты космических полётов были созданы из документальных кадров, взятых как из кинохроник США, так и из советских фондов. В декабре 1982 года 2500 метров плёнки со съёмкой полёта Джона Гленна пропало (или было похищено) из студии Кауфмана. Плёнку так и не нашли, но съёмки были реконструированы из отснятых дублей.

### Модели самолётов
Для съёмок было собрано более 80 полноразмерных моделей самолётов. Сначала предполагалось, что наибольшая достоверность будет у части фильма о проекте «Меркурий», но со временем решили сделать максимально достоверной и докосмическую часть фильма. В частности, потребовалось найти несколько самолётов 1940-х годов. Полковник Вилмор, консультант фильма от ВВС США, собрал целую коллекцию поршневых самолётов для съёмок:
- A-26 Invader
- P-51 Мустанг
- T-6 Texan
- B-29 Superfortress

B-29 даже переделали, так же как в своё время был переделан оригинал, чтобы нести на подвеске ракетный самолёт X-1. Более современные самолёты, использованные на съёмках:
- A-4 Skyhawk
- A-7 Corsair II
- F-86 Sabre
- F-106 Delta Dart
- F-4 Phantom II
- H-34 Choctaw
- SH-3 Sea King
- T-33 Shooting Star
- T-38 Talon

Для съёмок X-1 использовались деревянные модели. Пламя имитировали пламенем шашки из выхлопной трубы. На одной из моделей установили приборную доску для съёмок внутри кабины, другая использовалась для полёта в составе B-29. 

Самолёт D-558-2 Skyrocket был сделан из реактивного истребителя Hawker Hunter. 

Полёт Йегера на NF-104 снимался на F-104G. 

Деревянный макет космической капсулы «Меркурия» также получился довольно реалистичным.
В большом количестве были сделаны масштабные модели X-1, F-104 и B-29, более 40 из них уничтожены в процессе съёмок.
Реальная кинохроника в фильме появляется редко, лишь для того, чтобы подчеркнуть подлинность показываемых событий.

## Прокат
Премьера фильма состоялась 16 октября 1983 года в Центре Кеннеди в Вашингтоне, на ней присутствовали Вероника Картрайт, Чак Йегер, Гордон Купер, Скотт Гленн и Деннис Куэйд.
В широкий прокат фильм вышел 21 октября 1983 года в Лос-Анджелесе и Нью-Йорке.
Доход — 1,6 млн долларов в первую неделю проката. Общий доход от фильма в США — 21,2 млн долларов.

## Награды и номинации
- 1983 — попадание в десятку лучших фильмов года по версии Национального совета кинокритиков США.
- 1983 — три номинации на премию Нью-Йоркского общества кинокритиков: лучший фильм, лучший режиссёр (Филип Кауфман), лучший актёр второго плана (Эд Харрис).
- 1984 — 4 премии «Оскар»: лучший звук (Марк Бергер, Томас Скотт, Рэнди Том, Дэвид Макмиллан), лучший монтаж (Том Ролф, Стивен Э. Роттер, Лиза Фрухтмэн, Даглас Стюарт, Гленн Фарр[3][4]), лучшая оригинальная музыка (Билл Конти), лучший монтаж звуковых эффектов (Джей Бокелхайд). Кроме того, лента получила 4 номинации: лучший фильм (Роберт Чартофф, Ирвин Уинклер), лучшая мужская роль второго плана (Сэм Шепард), лучшая операторская работа (Калеб Дешанель), лучшая работа художника-постановщика и декоратора (Джеффри Киркланд, Ричард Лоуренс, Стюарт Кэмпбелл, Питер Ромеро, Джим Пойнтер, Джордж Нельсон).
- 1984 — номинация на премию «Золотой глобус» за лучший драматический фильм.
- 1984 — номинация на премию «Хьюго» за лучшее драматическое представление (Филип Кауфман, Том Вулф).
- 1984 — номинация на премию Гильдии режиссёров США за лучшую режиссуру художественного фильма (Филип Кауфман).
- 1984 — номинация на премию Гильдии сценаристов США за лучшую адаптированную драму (Филип Кауфман).
- 1984 — номинация на премию Национального общества кинокритиков США за лучшую режиссуру (Филип Кауфман).
- 1984 — 7-е место в списке лучших фильмов года по версии журнала Cahiers du cinéma.
- 1985 — номинация на премию Японской киноакадемии за лучший фильм на иностранном языке.
- 1985 — премия «Голубая лента» за лучший фильм на иностранном языке.
- 1985 — премия «Бодиль» за лучший неевропейский фильм.
- 1985 — премия Лондонского кружка кинокритиков лучшему сценаристу года (Филип Кауфман).
- 2013 — лента включена в Национальный реестр фильмов.